# Ніжинська фортеця
Ніжинська форте́ця (Ні́жинський за́мок) — комплекс фортифікаційних споруд і оборонних об'єктів міста Ніжина. Існувала в 1625—1797 рр. на лівому рівному березі річки Остер.

## Хронологія

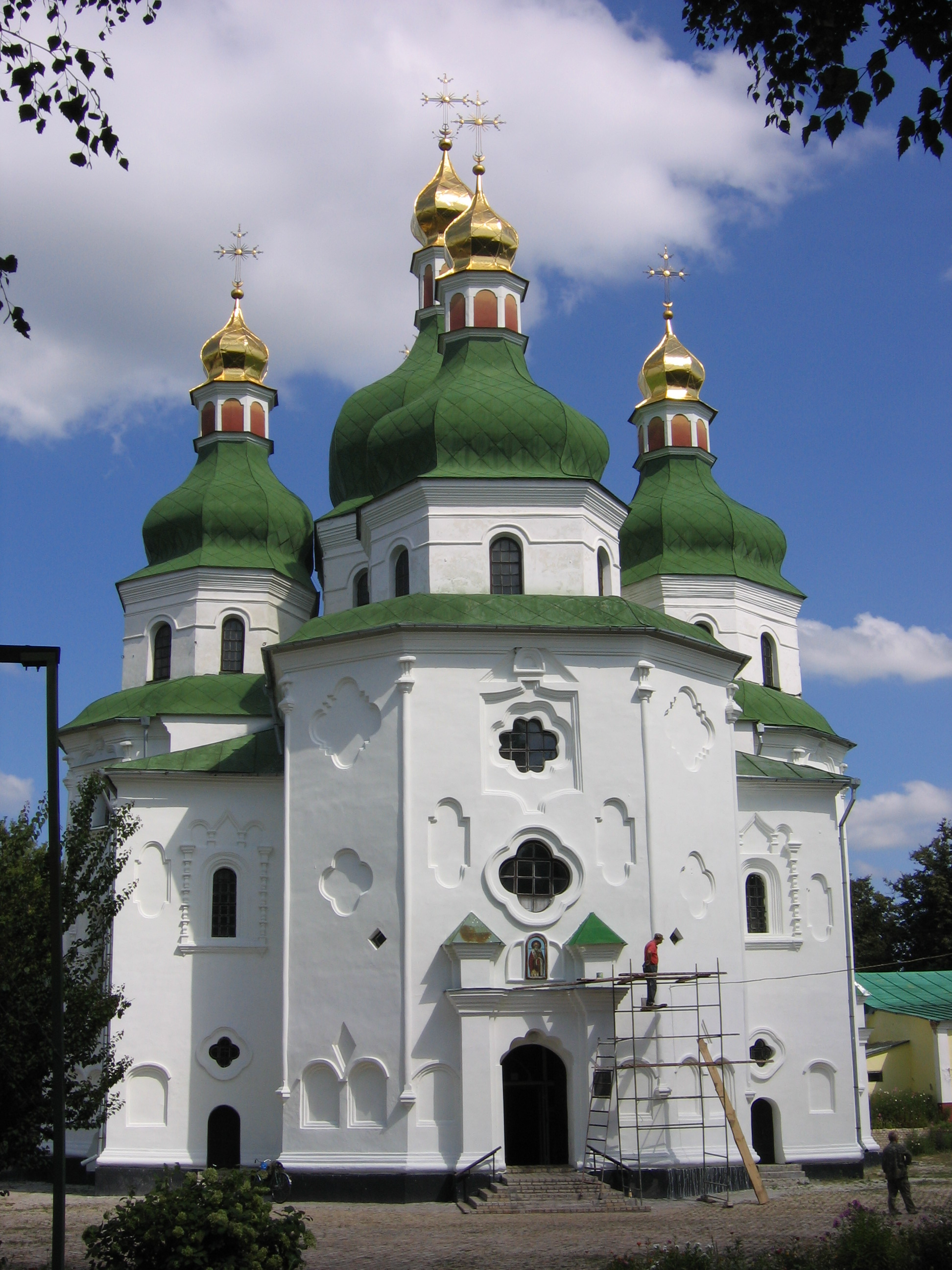
Миколаївський Собор на території колишньої фортеці

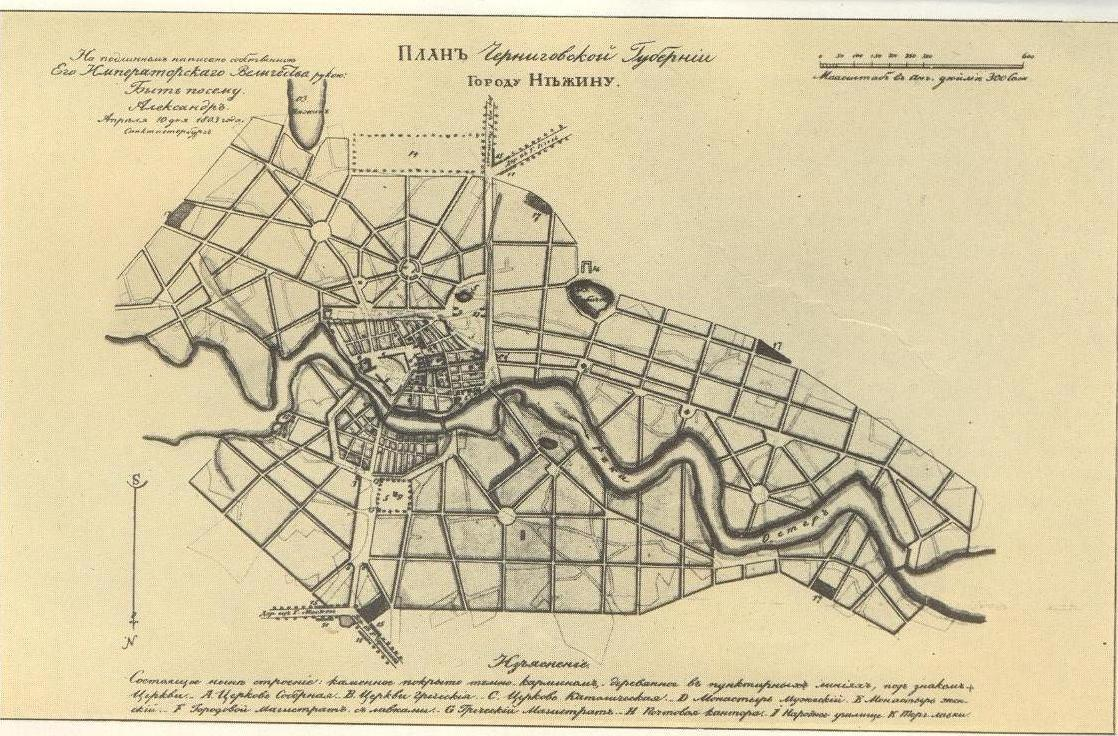
План Ніжина, 1803

1618 — згідно з Деулінською угодою вся Сіверська земля з Черніговом і Ніжином потрапляє під владу Речі Посполитої. Ніжин став центром Ніжинського староства Київського воєводства.
1625 — внаслідок політики польського короля Сигізмунда III Вази щодо укріплення основних міст, на місці старого городища зведено нове місто з земляною цитаделлю та укріпленням. Ніжинський замок збудовано на лівому рівному березі річки Остер на основі фортифікаційних укріплень часів Київської Русі. У фортеці дислокується шляхетський гарнізон.
1648 — зусиллями громадян і козацько-селянського загону Ніжин було визволено, він став центром Ніжинського полку, а Ніжинський замок — його цитаделлю.
1659 — під час Московсько-української війни місто намагалися здобути московські війська на чолі з воєводою Г. Ромодановським. Московити зазнали втрат у бою з козаками та татарами та були змушені відмовитись від планів штурму фортеці.
1665 — замок, обнесений земляним валом, захищало 11 дерев'яних веж, на 10 з них було встановлено гармати. Зовні місто оперізував високий земляний вал, зміцнений частоколом з Київською, Чернігівською, Московською і Крупичпільською брамами. Перед валом із півдня на захід тягнувся широкий і глибокий рів, який упирався своїми кінцями на сході і на півночі міста в річку Остер. Природною перепоною з півночі і сходу була сама річка. До міських брам вели перекинуті через рів мости, що легко розбиралися.
1667 — Г. Ромодановський вирушив на утихомирення козаків, що виганяли російських воєвод, й віддав Ніжин на розграбування солдатам, а потім спалив місто. За допомогою царя місто відбудувалося знов дуже скоро; декілька пізніше була відновлена і його фортеця.
Протягом другої половини XVII — першої половини XVIII століть Ніжинський замок багато разів ремонтувався.
1745—1749 комендант цитаделі полковник Наковальнін під керівництвом французького інженера підполковника Даніеля де Боскета перебудовує фортецю в «манері Вобана». В архівних матеріалах зберігся «План Нежинской крепости с ближним строением», датований 1749 р., на який нанесено також частину міської території з садибами. Підписаний Даніелем де Боскетом.

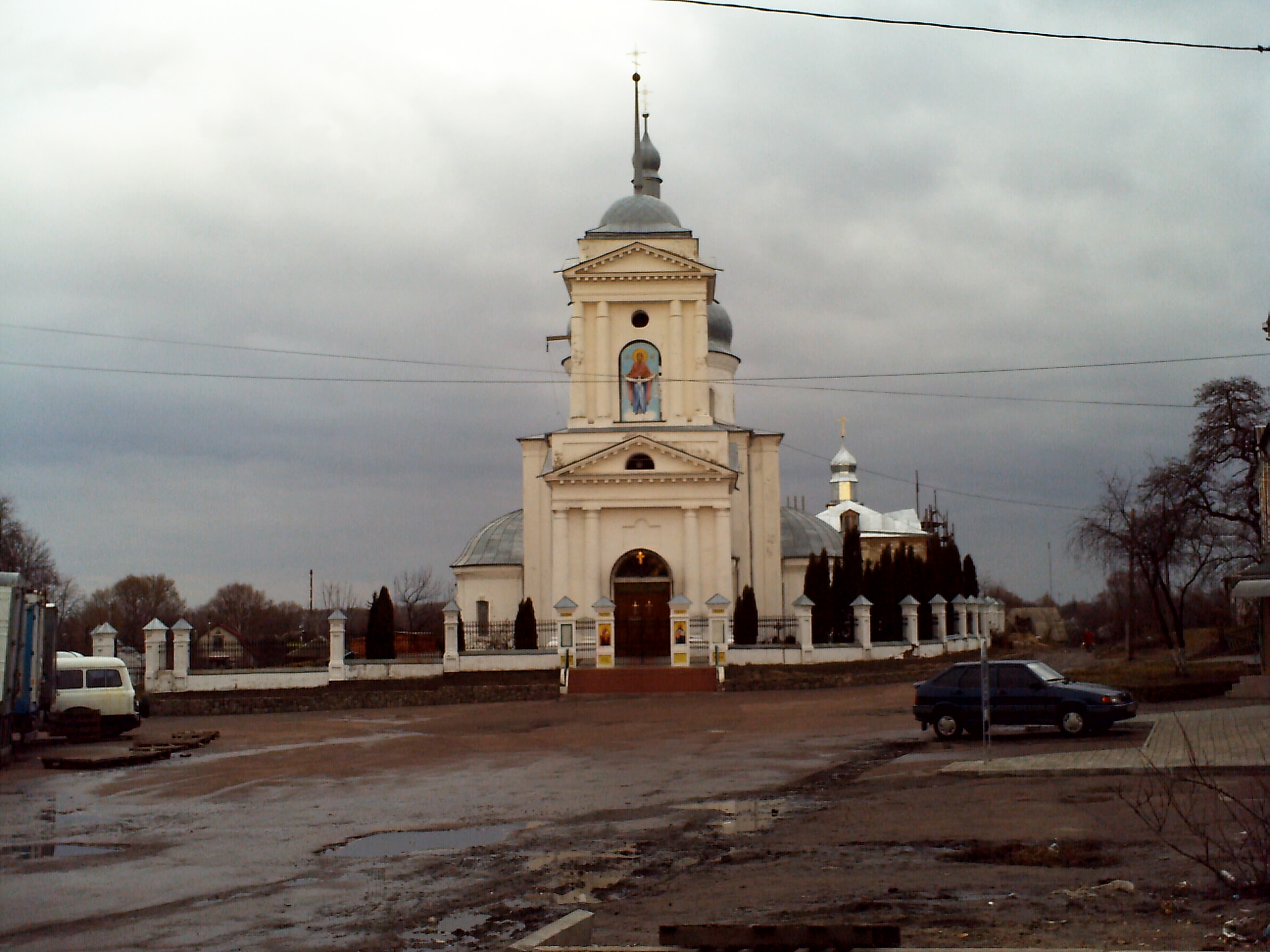
Храм Святої Покрови на території колишньої фортеці

Замку було надано геометрично правильних обрисів — витягнутого понад річкою п'ятикутника. На кутах споруджено 5 бастіонів. Кути укріплення винесені вперед з таким розрахунком, щоб забезпечити прямий і фланговий вогонь вздовж рову і валу цитаделі. Фаси, тобто частини оборонної огорожі, відповідали напрямку вогню.
До замку прибудовано форт, який тримав під прицілом південно-східні, південні та південно-західні ділянки прилеглої місцевості, оскільки ця частина цитаделі не мала перед собою такої перепони для ворожого наступу, як річка.
Глибшим і ширшим став рів, а землею з нього надсипали вал.
Межі замку проходили цілим берегом Остра від мосту проти сучасної вул. Московської на схід, далі вул. Покровською, площею Марії Заньковецької і вул. Московською до Остра. В'їзд до замку вів через міст над ровом і через бастіон проти сучасної вул. Гоголя. З північного боку цитаделі був вихід на берег Остра.

| План Ніжина з цитаделлю кінця XVIII — початку XIX століття | План Ніжина з цитаделлю кінця XVIII — початку XIX століття | План Ніжина з цитаделлю кінця XVIII — початку XIX століття |
| ---------------------------------------------------------- | --- | ---------------------------------------------------------- |
|                                                            | 1. Церква Архангела Михайла 1719—1729 р. 2. Всіхсвятська церква 1782 р. побудована на місці дерев'яного грецького храму. Має склепінчасті підвали, що використовувалися під склади. Поряд — будівля міського магістрату. 3. Олександрівське грецьке училище 1817 р. Займає майже цілий квартал, під ним глибокі підвали-склади. 4. Магістрат грецької общини, де зберігались печатка і документи. 5, 6. Купецькі будинки на Грецькій вулиці. 7. Гімназія вищих наук князя Безбородька, збудована у 1805—1817 рр. 8. Грецька церква на Троїцькому кладовищі початку XIX ст., розташована серед гаю. 9. Будівля грецького купця кін. XVIII — поч. XIX ст. в т. зв. «Новому місті» на правому березі Остра. На першому поверсі, ймовірно, була крамниця. 10, 11, 12. Ярмаркові площі. Ярмарки тривали 2—3 тижні і збиралися біля козацького собору Миколая — на Покрову 14 жовтня, на виїздах із міста — на Трійцю та Масляну. |                                                            |

1766 — до канцелярії Малоросійської колегії надсилається опис (найдокладніші відомості) про укріплення міста і його замок, або, точніше, цитадель (оскільки він розташований в середині міста-фортеці.
Главный полковой город Нежин. Лежит на низком месте, обнесен валом, кругом которого ров, шириною семь саженей, глубиною одна сажень… с четырьмя воротами. По Московской к Киеву дороге близ Московских ворот… в левую руку замок, сделаной по Вобанову манеру с фасами и филингами и с бастионами иррегулярными.
Згідно з описом, на території замку розміщувалися:
- полкова канцелярія
- два кам'яні (муровані) порохові погреби
- дві провіантські комори
- караульні приміщення
- гауптвахта
- артилерійський двір
- будинок коменданта з подвір'ям
- житлові будинки
- Богоявленська кам'яна церква («которой прежде в замке не было». Дерев'яна церква під такою назвою існувала й раніше, але за межами цитаделі. Кам'яна ж, збудована в 1721 р., збереглася як свідок минулого до наших часів і відома більше під назвою «замкової».)

Озброєння складалося з гармат різної ваги, при чому його основу становили важкі гармати.
За даними 1766 р., житлові будинки в цитаделі розташовувались на двох вулицях. Перша йшла від в'їзду до замку проти Миколаївського собору до бастіону проти Покровської церкви. На цій вулиці було 20 хат з подвір'ями і 13 без них, на другій вулиці, відповідно, 14 та 10. Мешкали там солдати, їх вдови, ремісники, купці тощо.
Поруч з планом подано список 63 міських будівель, які від замкового рову знаходились ближче 20 саженів і своєю наявністю порушували нові вимоги щодо оборонної зони перед укріпленням. Зокрема, із західного боку (від вул. Червоних Партизанів), неподалік рову, розташовувались «кузницы гарнизонные и солдатские дворы, построены прежними воеводами и комендантами от давних лет». У описі Міський магістрат увійшов у заборонену зону, а отже підлягав знесенню!
1764 — за штатами було скасовано постійний гарнізон і посаду коменданта ніжинської фортеці, й вона повернулася у відання Ніжинського козацького полку.
1782 — він був реорганізований в регулярний карабінерський полк, а його адміністративна територія відійшла до складу Чернігівського намісництва.
Фортеця поступово була занедбана
1797 — внаслідок пожежі, коли в місті згоріло понад 100 будинків, Замок зазнав великих руйнувань.
Згодом вали розрівняли, засипали рів.
1803 — згідно з планом забудови міста, Замок відведено під ринок. З того часу в дещо зменшених розмірах його територія використовується за цим призначенням.
Північний вал замку ще й тепер частково простежується з набережної річки Остра біля спортивного комплексу.